# Hemiphyllodactylus bonkowskii
Hemiphyllodactylus bonkowskii — вид ящірок з родини геконових (Gekkonidae). Відкритий у 2020 році.

## Назва
Вид названо на честь німецького зоолога Міхаеля Бонковскі, професора з Інституту зоології Кельнського університету, за його внесок у вивчення біорізноманіття лісів карстових регіонів В'єтнаму та Лаосу.

## Поширення
Ендемік В'єтнаму. Відомий лише у типовому місцезнаходженні — окрузі Лак Сон провінції Хоабінь на півночі країни.